# Adam (scultore tedesco XVI secolo)
Adam (fl. XVI secolo) è stato uno scultore tedesco.

## Biografia
Attivo a Brema, verso il 1578 fu incaricato di realizzare e scolpire il portale del Municipio cittadino, donato alla città dal principe e vescovo Giulio di Brunswick-Lüneburg.